# Pardisynopia anacantha
Pardisynopia anacantha är en kräftdjursart. Pardisynopia anacantha ingår i släktet Pardisynopia och familjen Pardaliscidae. Inga underarter finns listade i Catalogue of Life.